# Hatz-Moninger Brauhaus

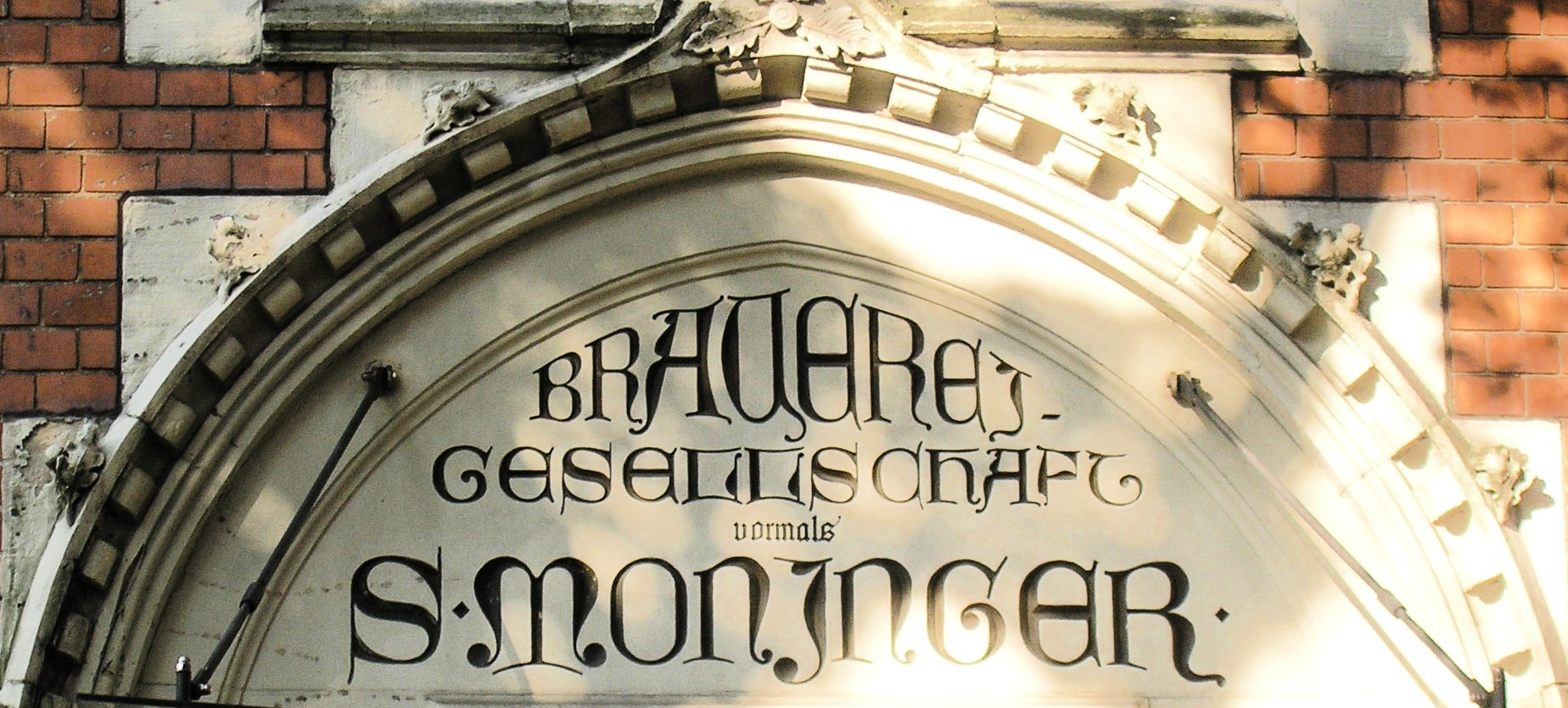
Firmen-Inschrift in Karlsruhe

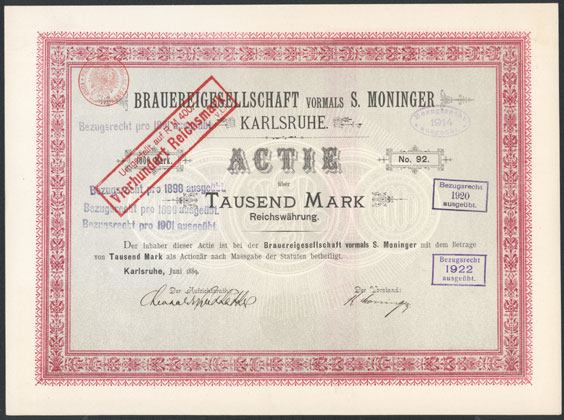
Aktie über 1000 Mark der Brauereigesellschaft vormals S. Moninger vom Juni 1889

Schriftzug mit dem Claim Beste badische Braukunst seit 1856

Die Hatz-Moninger Brauerei GmbH ist eine Brauerei im Karlsruher Stadtteil Grünwinkel, die sich heute im Mehrheitsbesitz der Familie Scheidtweiler befindet. Sie ist neben der Privatbrauerei Hoepfner eine der beiden industriell produzierenden Brauereien in Karlsruhe. 2025 übernahm Paulaner Teile des Produktionsstandorts zur Herstellung von Softdrinks.

## Geschichte
Stephan Moninger erhielt am 16. Dezember 1856 „die Konzession zum Ausschank seines selbst gebrautes Bieres“.
Ab 1939 wurde die Aktiengesellschaft Brauerei Moninger AG gegründet. 1920 wurde die Brauerei Eglau in Durlach übernommen, 1922 fusionierte Moninger mit der Union-Brauerei in Karlsruhe. 1970 wurde die Brauerei Huttenkreuz AG in Ettlingen übernommen.
Die Moninger-Brauerei hatte fast 100 Jahre lang (1888–1980) ihren Sitz in der Weststadt, dann zog sie auf das jetzige Gelände der 1974 übernommenen Brauerei Sinner um. Moninger war von 1983 bis 1985 Sponsor des Karlsruher SC.
Großaktionäre waren unter anderem die Familie Moninger, die Badische Bank und Henninger-Bräu. Um 1993 übernahm Stuttgarter Hofbräu 80 % der Aktien über die spätere STINAG Stuttgart Invest. 2004 wurde Stuttgarter Hofbräu von der Radeberger Gruppe übernommen.
Zum 1. Mai 2010 wurde per Betriebspacht- und Kaufvertrag die Fusion der Brauerei Moninger AG mit der Hofbrauerei Hatz AG in Rastatt besiegelt, die dort seit 1863 bestand. Der Braubetrieb wurde auf die Hatz-Moninger Brauhaus GmbH übertragen. Das Hatz-Sudhaus wurde demontiert und die Sudgefäße in ein neues Sudhaus eingebaut, das 3,4 Millionen Euro kostete und innerhalb von acht Monaten am zentralen Sitz Grünwinkel errichtet wurde.
2018 wurde die Brauerei vom bisherigen Eigentümer, der STINAG Stuttgart Invest, an die Familie Scheidtweiler verkauft. Die Familie ist ebenfalls Eigentümer der Brauerei C. Franz in Rastatt, des Palmbräu in Eppingen und des Brauhauses in Pforzheim. 2025 wurden die Produktionsstandorte teilweise von Paulaner übernommen.

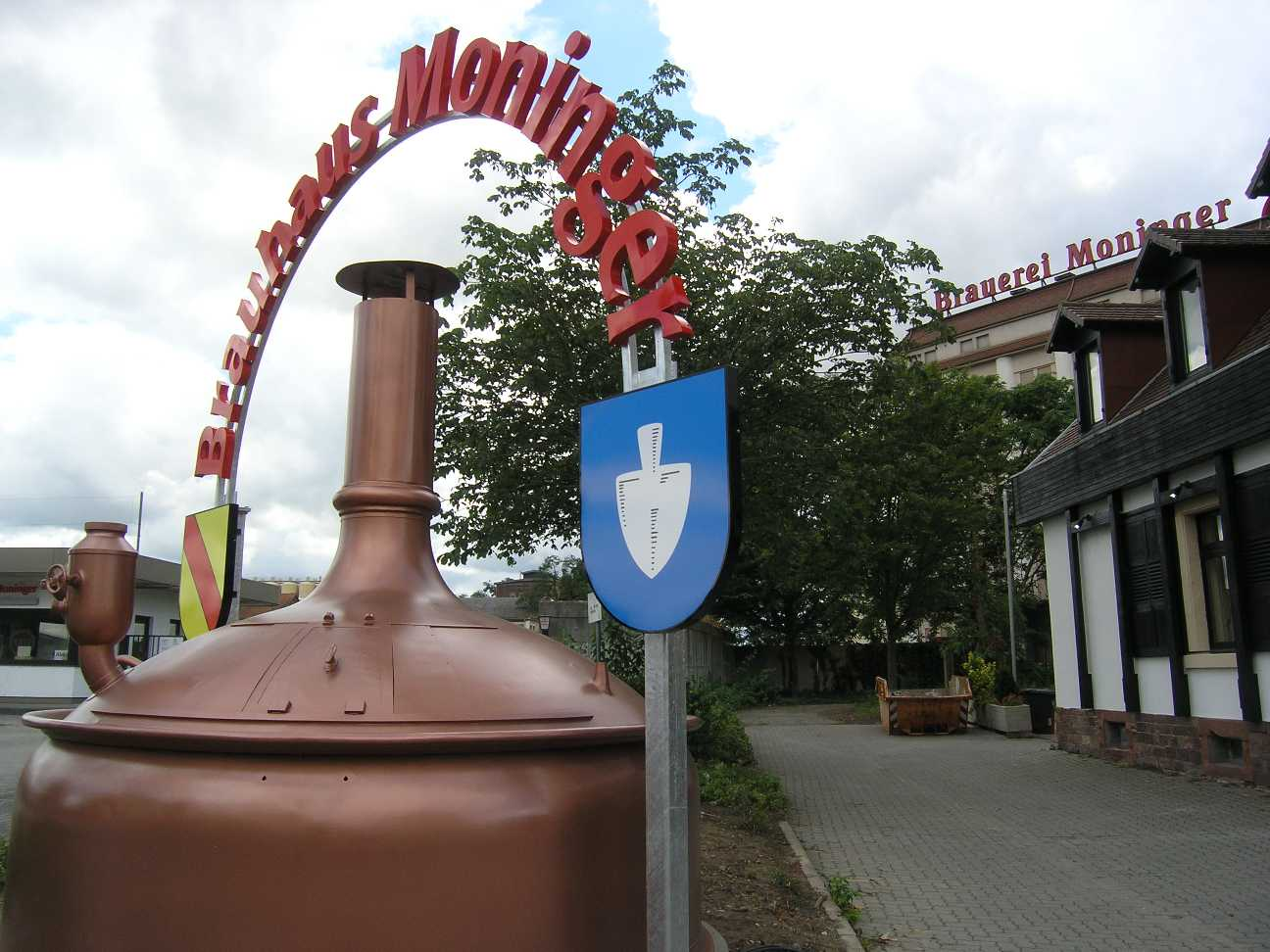
Jetziges Brauereigelände

## Produkte (Auswahl)
- Hatz Pils
- Hatz Naturtrüb
- Hatz Hefe Weizen
- Hatz Export
- Hatz Dunkles Weizen
- Hatz Dunkel
- Hatz Radler
- Moninger Der Karl / Kleiner Karl Helles
- Moninger Die Moni Export
- Moninger Kleiner Theo
- Moninger Pils
- Moninger Hefe Weizen
- Moninger Bertold Bock dunkel
- Moninger Natur Radler
- Bleifrei Naturtrüb
- Rössel Pils
- Rössel Export

Zudem diverse Sorten von Hatz (und Palmbräu) als Bier des Monats.